# Listă de formații glam metal
Aceasta este o listă de formații glam metal. Glam metal (cunoscut și ca hair metal sau pop metal) este un subgen al muzicii heavy metal influențat de glam rockul anilor 1970.

## Formații glam metal (1971–1993)
| Nume                            | Referințe         |
| ------------------------------- | ----------------- |
| Aerosmith                       | [ 7 ] [ 8 ] [ 9 ] |
| Alias                           | [ 10 ]            |
| Alice Cooper (1986–1991)        | [ 11 ] [ 12 ]     |
| Alice N' Chains                 | [ 13 ]            |
| Angel                           | [ 14 ]            |
| Autograph                       | [ 15 ]            |
| Babylon A.D.                    | [ 16 ]            |
| Bad Company (1986–1992)         | [ 17 ]            |
| Bad English                     | [ 18 ]            |
| Bad4Good                        | [ 1 ]             |
| Badlands                        | [ 19 ]            |
| Bang Tango                      | [ 20 ]            |
| Beggars & Thieves               | [ 21 ]            |
| Black 'N Blue                   | [ 22 ]            |
| Blakfish                        | [ 23 ]            |
| Blue Tears                      | [ 24 ]            |
| Bon Jovi (1984–1990)            | [ 25 ] [ 26 ]     |
| Brighton Rock                   | [ 27 ]            |
| Britny Fox                      | [ 28 ]            |
| Bulletboys                      | [ 20 ]            |
| Celtic Frost (Cold Lake era)    | [ 29 ] [ 30 ]     |
| Child's Play                    | [ 31 ]            |
| Cinderella                      | [ 26 ] [ 32 ]     |
| Circus of Power                 | [ 33 ]            |
| Contraband                      | [ 34 ]            |
| The Cult (1985–1993)            | [ 35 ] [ 36 ]     |
| Cycle Sluts from Hell           | [ 37 ]            |
| Damn Yankees                    | [ 34 ]            |
| Danger Danger                   | [ 38 ]            |
| Dangerous Toys                  | [ 39 ]            |
| David Lee Roth                  | [ 26 ]            |
| Def Leppard                     | [ 40 ] [ 41 ]     |
| Dirty Looks                     | [ 42 ]            |
| Discharge (Grave New World era) | [ 43 ]            |
| Divlje Jagode                   | [ 44 ]            |
| D'Molls                         | [ 39 ]            |
| The Dogs D'Amour                | [ 31 ]            |
| Dokken                          | [ 32 ] [ 45 ]     |
| The Donnas                      | [ 46 ]            |
| Easy Action                     | [ 47 ]            |
| Enuff Z'Nuff                    | [ 48 ]            |
| Europe                          | [ 49 ]            |
| Every Mother's Nightmare        | [ 50 ]            |
| Extreme                         | [ 35 ]            |
| Ezo                             | [ 31 ]            |
| Faster Pussycat                 | [ 32 ] [ 51 ]     |
| Fastway                         | [ 52 ]            |
| FireHouse                       | [ 53 ]            |
| Frehley's Comet                 | [ 31 ]            |
| Giant                           | [ 54 ]            |
| Giuffria                        | [ 55 ]            |
| Gorky Park                      | [ 56 ]            |
| Gotthard                        | [ 57 ]            |
| Great White                     | [ 58 ]            |
| Gun                             | [ 59 ]            |
| Guns N' Roses (1985–1993)       | [ 60 ]            |
| Halloween                       | [ 61 ]            |
| Hanoi Rocks                     | [ 32 ]            |
| Hardline                        | [ 62 ]            |
| Heaven's Edge                   | [ 31 ]            |
| Heavy Bones                     | [ 63 ]            |
| Helix                           | [ 31 ]            |
| Hollywood Rose                  | [ 64 ]            |
| Honeymoon Suite                 | [ 65 ]            |
| House of Lords                  | [ 47 ]            |
| Hurricane                       | [ 66 ]            |
| Icon                            | [ 67 ]            |
| It's Alive                      | [ 68 ]            |
| Jackyl                          | [ 69 ]            |
| Japan                           | [ 70 ]            |
| Jefferson Starship (1981–1984)  | [ 71 ]            |
| Jetboy                          | [ 72 ]            |
| Junkyard                        | [ 31 ]            |
| Judas Priest (Turbo era)        | [ 73 ]            |
| Keel                            | [ 74 ]            |
| Kik Tracee                      | [ 75 ]            |
| King Kobra                      | [ 76 ]            |
| Kingdom Come                    | [ 77 ]            |
| Kiss (1982–1992)                | [ 78 ] [ 79 ]     |
| Kix                             | [ 80 ] [ 41 ]     |
| Krokus                          | [ 81 ] [ 82 ]     |
| L. A. Guns                      | [ 83 ]            |

| Nume                                                             | Referințe                     |
| ---------------------------------------------------------------- | ----------------------------- |
| Lillian Axe                                                      | [ 84 ]                        |
| Little Caesar                                                    | [ 31 ]                        |
| Lion                                                             | [ 31 ]                        |
| Lizzy Borden                                                     | [ 85 ]                        |
| London                                                           | [ 86 ]                        |
| Lord Tracy                                                       | [ 31 ]                        |
| Love/Hate                                                        | [ 39 ]                        |
| Malfunkshun                                                      | [ 87 ]                        |
| Mother Love Bone                                                 | [ 88 ] [ 89 ]                 |
| Mötley Crüe                                                      | [ 32 ] [ 35 ] [ 41 ]          |
| Mr. Big                                                          | [ 90 ]                        |
| Mud                                                              | [ 91 ]                        |
| Nelson                                                           | [ 92 ]                        |
| Night Ranger                                                     | [ 93 ]                        |
| Nitro                                                            | [ 32 ]                        |
| The Nymphs                                                       | [ 94 ]                        |
| Osvajači                                                         | [ 95 ] [ 96 ]                 |
| Ozzy Osbourne (1985–1986)                                        | [ 32 ]                        |
| Pantera (1983–1988)                                              | [ 97 ]                        |
| Poison                                                           | [ 26 ] [ 32 ]                 |
| Pretty Boy Floyd                                                 | [ 98 ]                        |
| Queen (1984–1991, select songs)                                  | [ 79 ] [ 99 ] [ 100 ] [ 101 ] |
| Queensrÿche                                                      | [ 102 ]                       |
| Quiet Riot                                                       | [ 103 ] [ 104 ]               |
| The Quireboys                                                    | [ 105 ]                       |
| Ratt                                                             | [ 32 ] [ 41 ]                 |
| Return                                                           | [ 106 ]                       |
| Rock City Angels                                                 | [ 107 ]                       |
| Rough Cutt                                                       | [ 108 ]                       |
| Roxx Gang                                                        | [ 31 ]                        |
| The Runaways                                                     | [ 109 ]                       |
| Saigon Kick                                                      | [ 110 ]                       |
| Scorpions (in the 1980s)                                         | [ 111 ]                       |
| Sea Hags                                                         | [ 31 ]                        |
| Shark Island                                                     | [ 112 ]                       |
| Shotgun Messiah                                                  | [ 113 ]                       |
| Silverhead                                                       | [ 114 ]                       |
| Skid Row (1986–1991)                                             | [ 115 ] [ 35 ] [ 40 ]         |
| Slade                                                            | [ 79 ] [ 91 ] [ 116 ] [ 117 ] |
| Slaughter                                                        | [ 118 ]                       |
| Sleeze Beez                                                      | [ 119 ]                       |
| Smashed Gladys                                                   | [ 39 ]                        |
| SouthGang                                                        | [ 68 ]                        |
| Spinal Tap                                                       | [ 120 ]                       |
| Stage Dolls                                                      | [ 121 ]                       |
| Steelheart                                                       | [ 122 ]                       |
| Stryper                                                          | [ 32 ]                        |
| Styx (Edge of the Century era)                                   | [ 123 ]                       |
| The Survivors                                                    | [ 124 ]                       |
| Sweet                                                            | [ 79 ] [ 91 ] [ 116 ] [ 117 ] |
| Tesla                                                            | [ 26 ] [ 40 ]                 |
| Thor                                                             | [ 125 ]                       |
| Tigertailz                                                       | [ 126 ]                       |
| T.N.T.                                                           | [ 127 ]                       |
| Tora Tora                                                        | [ 128 ]                       |
| T. Rex                                                           | [ 79 ] [ 129 ]                |
| T-Ride                                                           | [ 130 ]                       |
| Trixter                                                          | [ 131 ]                       |
| T.S.O.L.                                                         | [ 132 ]                       |
| Tuff                                                             | [ 31 ]                        |
| 21 Guns                                                          | [ 133 ]                       |
| Twisted Sister                                                   | [ 134 ] [ 82 ]                |
| Ugly Kid Joe                                                     | [ 135 ]                       |
| Vain                                                             | [ 31 ]                        |
| Vandal                                                           | [ 1 ]                         |
| Vandenberg                                                       | [ 136 ]                       |
| Van Halen                                                        | [ 41 ]                        |
| Vinnie Vincent Invasion                                          | [ 137 ]                       |
| Vixen                                                            | [ 138 ]                       |
| Warrant                                                          | [ 32 ] [ 51 ]                 |
| W.A.S.P. (some songs from the first three albums, also visually) | [ 32 ] [ 49 ]                 |
| White Lion                                                       | [ 139 ] [ 51 ]                |
| Whitesnake (1987–1991)                                           | [ 51 ]                        |
| White Tiger                                                      | [ 140 ]                       |
| Winger                                                           | [ 141 ] [ 35 ]                |
| Winter Rose                                                      | [ 142 ]                       |
| Wrathchild                                                       | [ 40 ]                        |
| X Japan (1982–1991, select songs)                                | [ 143 ]                       |
| XYZ                                                              | [ 144 ]                       |
| Y&T                                                              | [ 145 ]                       |
| Zebra                                                            | [ 146 ]                       |

## Formații glam metal revival
| Nume                      | Referințe |
| ------------------------- | --------- |
| Black Veil Brides         | [ 147 ]   |
| Bang Camaro               | [ 147 ]   |
| Blessed by a Broken Heart | [ 148 ]   |
| Brain Donor               | [ 149 ]   |
| Brides of Destruction     | [ 150 ]   |
| Buckcherry                | [ 40 ]    |
| Crashdïet                 | [ 151 ]   |
| The Darkness              | [ 152 ]   |
| The Datsuns               | [ 153 ]   |
| Diamond Nights            | [ 154 ]   |
| Dirty Penny               | [ 155 ]   |
| Dynazty                   | [ 156 ]   |
| Falling In Reverse        | [ 157 ]   |

| Nume                | Referințe |
| ------------------- | --------- |
| Hardcore Superstar  | [ 65 ]    |
| H.E.A.T.            | [ 158 ]   |
| Hinder              | [ 158 ]   |
| Impotent Sea Snakes | [ 159 ]   |
| Orgy                | [ 160 ]   |
| The Poodles         | [ 161 ]   |
| Reckless Love       | [ 162 ]   |
| Sixx:A.M.           | [ 163 ]   |
| Steel Panther       | [ 164 ]   |
| Towers of London    | [ 165 ]   |
| Vains of Jenna      | [ 40 ]    |
| The Last Vegas      | [ 166 ]   |
| Wild Scratch        | [ 167 ]   |